# Línea 11 (Corrientes)
Línea 11 es una línea de transporte urbano de pasajeros de la ciudad de Corrientes, Argentina. 

## Recorridos

### 11
- IDA: Terminal Ferroautomotor - Av. Maipú - España - Rivadavia - Bolívar - General Roca - Plaza España - Av. Gobernador Ruíz - Av. Armenia - Av. Libertad - Campus - Av. Armenia - Ruta Nacional Nº 12 - Laguna Soto.
- VUELTA: Laguna Soto - Ruta Nacional Nº 12 - Av. Libertad - Campus - Av. Libertad - Av. Armenia - Av. Gobernador Ruíz - Plaza España - Carlos Pellegrini - Av. 3 de Abril - Av. Maipú - Terminal Ferroautomotor.